# 1848 en Suisse
Chronologie de la Suisse
- 1844
- 1845
- 1846
- 1847
- 1848
- 1849
- 1850
- 1851
- 1852

Cette page concerne l'année 1848 du calendrier grégorien en Suisse.

## Gouvernement au1erjanvier 1848
- x

## Faits marquants

### Janvier
- x

### Février
- x

### Mars
- x

### Avril
- x

### Mai
- x

### Juin
- x

### Juillet
- x

### Août
- x

### Septembre
- 12 septembre : adoption de la première Constitution fédérale, issue des changements politiques à la suite de la Guerre du Sonderbund de 1847.

### Octobre
- x

### Novembre
- x

### Décembre
- x